# Les Coquelicots
Coquelicots, la promenade
Pour les articles homonymes, voir Les Coquelicots (homonymie).
Les Coquelicots (ou Coquelicots, ou Coquelicots, la promenade) est un tableau peint par Claude Monet, terminé en 1873. 
Depuis sa donation à l'État français en 1906 par Étienne Moreau-Nélaton, il est conservé dans les musées nationaux. Il est attribué et exposé au musée d'Orsay à Paris.

## Historique
Le peintre impressionniste Claude Monet, alors âgé de 33 ans, habite Argenteuil (Seine-et-Oise) lorsqu'il peint ce tableau en 1873.
Intitulé Les Coquelicots, Coquelicots, ou encore Coquelicots, la promenade, ce tableau est présenté l'année suivante, à la première exposition impressionniste. Il réunit quelques caractéristiques des œuvres impressionnistes: un tableau en plein air, des teintes lumineuses, des détails esquissés, une division des touches colorées
Acquis par le marchand d'art Paul Durand-Ruel, il est ensuite notamment la propriété du peintre Ernest Duez, du chanteur et collectionneur Jean-Baptiste Faure, du peintre et collectionneur Étienne Moreau-Nélaton. Il devient propriété de l'État par donation de ce dernier en 1906. Détenu d'abord par le département des Peintures du musée du Louvre, il est actuellement affecté au musée d'Orsay.

## Composition
Ce tableau, probablement peint dans les environs d'Argenteuil, alors campagnards, représente un vaste champ, avec des coquelicots principalement dans la partie gauche. Au premier plan figure une femme avec ombrelle et chapeau de paille, accompagnée d'un enfant. Au second plan, on voit un couple similaire au premier. L'arrière-plan, au fond du champ, est constitué d'une rangée d'arbres avec une maison.
Les deux couples mère-enfant jalonnent une oblique structurant le tableau,. La partie gauche est dominée par le rouge, la partie droite par un bleu-vert. La femme du premier plan est probablement Camille Doncieux, la femme de l'artiste, accompagnée du jeune Jean Monet, né en 1867, donc âgé de six ans. L'artiste utilise dans ce tableau une palette chaude.

## Autres représentations de champs de coquelicots par Claude Monet
| Tableau | Titre                                              | Date      | Dimensions | Lieu d’exposition                                     |
| ------- | -------------------------------------------------- | --------- | ---------- | ----------------------------------------------------- |
|         | L'été. Champ de coquelicots                        | 1875      | 60 × 81 cm | Collection particulière                               |
|         | Champ de coquelicots près de Vétheuil              | 1879      | 73 × 92 cm | Fondation et Collection Emil G. Bührle, Zurich        |
|         | Champ de coquelicots                               | 1881      | 58 × 79 cm | Musée Boijmans Van Beuningen (Rotterdam)              |
|         | Champ de coquelicots dans un creux près de Giverny | 1885      | 65 × 81 cm | Musée des beaux-arts de Boston                        |
|         | Champ de coquelicots à Giverny                     | 1885      | 60 × 73 cm | Musée des beaux-arts de Virginie, Richmond (Virginie) |
|         | Champ de coquelicots, (W1255)                      | 1886      |            | Musée de l'Ermitage (Saint-Pétersbourg)               |
|         | Champ d'avoine aux coquelicots                     | vers 1890 | 65 × 92 cm | Musée d'art moderne et contemporain de Strasbourg     |
|         | Champ de coquelicots à Giverny                     | 1891      | 61 × 96 cm | Art Institute of Chicago                              |